# Buxus shaferi
Buxus shaferi är en buxbomsväxtart som först beskrevs av Britt., och fick sitt nu gällande namn av Ignatz Urban. Buxus shaferi ingår i släktet buxbomar, och familjen buxbomsväxter. Inga underarter finns listade i Catalogue of Life.